# Ниддерау
Ниддерау (нем. Nidderau) — город в Германии, в земле Гессен. Подчинён административному округу Дармштадт. Входит в состав района Майн-Кинциг. Население составляет 19 895 человек (на 31 декабря 2010 года). Занимает площадь 46,73 км². Официальный код — 06 4 35 021.